# Maysville (Kolorado)
Maysville – jednostka osadnicza w Stanach Zjednoczonych, w stanie Kolorado, w hrabstwie Chaffee.